# Amapasaurus tetradactylus
Amapasaurus tetradactylus é uma espécie de lagarto, da família Gymnophthalmidae.

## Descrição
É um réptil de pequeno porte, com pernas pequenas ou atrofiadas, diurno e ovíparo. Esta espécie é endêmica do Brasil e a única do gênero Amapasaurus.

### GêneroAmapasaurus
- «Amapasaurus» (em inglês) no Animal Diversity Web
- «Amapasaurus» (em inglês) no Catalogue of Life
- «Amapasaurus» (em inglês) no The Institute for Genomic Research

### EspécieAmapasaurus tetradactylus
- «Amapasaurus tetradactylus» (em inglês) no Animal Diversity Web
- «Amapasaurus tetradactylus» (em inglês) no The Institute for Genomic Research